# Trichocera maculipennis
Trichocera maculipennis är en tvåvingeart som beskrevs av Johann Wilhelm Meigen 1818. Trichocera maculipennis ingår i släktet Trichocera och familjen vintermyggor. Inga underarter finns listade i Catalogue of Life.